# Linea Sinansan
La linea Sinansan (신안산선 Sinansan seon) è una linea ferroviaria in progetto in Corea del Sud che collegherà in modo alternativo la città di Ansan con il centro di Seul. Al momento l'unico collegamento fra le due città è dato dalla linea 4 della metropolitana di Seul. Grazie alla nuova linea diminuiranno i tempi di percorrenza per i pendolari, nonché la congestione della linea 4.

## Storia
- 7 giugno 2007: Annuncio dello studio di fattibilità
- 5 giugno 2007: Annuncio del primo percorso
- 20 marzo 2008: Presentazione del secondo percorso
- 3 novembre 2009: Viene convermata la sezione finale a sud di Gwangmyeong
- 15 dicembre 2010: Presentazione del Master Plan
- 2013: Avvio dei lavori
- 2023: Fine della fase 1
- TBD: Completamento della fase 2

## Future stazioni
| Numero Stazione | Nome stazione Alfabeto | Nome stazione Hangŭl | Nome stazione Hanja | Collegamenti                                                           | Tipologia stazione | Posizione   | Posizione       |
|                 | Seul                   | 서울                 | 서울                | ● Linea 1 ● Linea 4 ■ Linea Gyeongui ■ Linea AREX ■ Linea KTX Gyeongbu | Sotterranea        | Seul        | Jung-gu         |
|                 | Gongdeok               | 공덕                 | 孔德                | ● Linea 5 ● Linea 6 ■ Linea Gyeongui ■ Linea AREX                      | Sotterranea        | Seul        | Mapo-gu         |
|                 | Yeouido                | 여의도               | 汝矣島              | ● Linea 5 ● Linea 9                                                    | Sotterranea        | Seul        | Yeongdeungpo-gu |
|                 | Yeongdeungpo           | 영등포               | 永登浦              | ● Linea 1                                                              | Sotterranea        | Seul        | Yeongdeungpo-gu |
|                 | Dorimsageori (nuova)   | 도림사거리           | 道林사거리          |                                                                        | Sotterranea        | Seul        | Yeongdeungpo-gu |
|                 | Sinpung                | 신풍                 | 新豊                | ● Linea 7                                                              | Sotterranea        | Seul        | Yeongdeungpo-gu |
|                 | Daerimsamgeori (nuova) | 대림삼거리           | 大林삼거리          |                                                                        | Sotterranea        | Seul        | Guro-gu         |
|                 | Guro Digital Complex   | 구로디지털단지       | 九老디지털團地      | ● Linea 2                                                              | Sotterranea        | Seul        | Guro-gu         |
|                 | Doksan (nuova)         |                      |                     |                                                                        | Sotterranea        | Seul        | Geumcheon-gu    |
|                 | Siheungsageori (nuova) | 시흥사거리           | 始興사거리          |                                                                        | Sotterranea        | Seul        | Geumcheon-gu    |
|                 | Seoksu                 | 석수                 | 石水                | ● Linea 1                                                              | Sotterranea        | Gyeonggi-do | Anyang-si       |
|                 | Gwangmyeong            | 광명                 | 光明                | ● Linea 1 ■ Linea KTX Gyeongbu ■ Linea Gyeonggang (2023)               | Sotterranea        | Gyeonggi-do | Gwangmyeong     |
|                 | Mokgam (nuova)         | 목감                 | 牧甘                |                                                                        | Sotterranea        | Gyeonggi-do |                 |
|                 | Seongpo (nuova)        | 성포                 |                     |                                                                        | Sotterranea        | Gyeonggi-do |                 |
|                 | Jungang                | 중앙                 | 中央                | ● Linea 1 ■ Linea Suin                                                 | Sotterranea        | Gyeonggi-do | Ansan-si        |

### Diramazione Siheung
| Numero Stazione | Nome stazione Alfabeto    | Nome stazione Hangŭl | Nome stazione Hanja | Collegamenti                                             | Tipologia stazione | Posizione   | Posizione   |
|                 | Gwangmyeong               | 광명                 | 光明                | ● Linea 1 ■ Linea KTX Gyeongbu ■ Linea Gyeonggang (2023) | Sotterranea        | Gyeonggi-do | Gwangmyeong |
|                 | Mahewa                    | 매화                 | 梅花                | ■ Linea Gyeonggang (2023)                                | Sotterranea        | Gyeonggi-do |             |
|                 | Siheung municipio (nuova) | 시흥시청             | 始興市廳            | ■ Linea Seohae ■ Linea Gyeonggang (2023)                 | Sotterranea        | Gyeonggi-do | Siheung     |
|                 | Siheung-Neuggok           | 시흥능곡             | 始興陵谷            | ■ Linea Seohae                                           | Sotterranea        | Gyeonggi-do | Siheung     |
|                 | Dalmi                     | 달미                 | 達味                | ■ Linea Seohae                                           | Sotterranea        | Gyeonggi-do | Siheung     |
|                 | Seonbu                    | 선부                 | 선부                | ■ Linea Seohae                                           | Sotterranea        | Gyeonggi-do | Siheung     |
|                 | Choji                     | 화랑                 | 花郎                | ■ Linea Suin ● Linea 4 ■ Linea Seohae                    | Sotterranea        | Gyeonggi-do | Siheung     |
|                 | Wongok                    | 원곡                 | 元谷                | ■ Linea Seohae                                           | Sotterranea        | Gyeonggi-do | Siheung     |
|                 | Wonsi (nuova)             | 원시                 |                     | ■ Linea Seohae                                           | Sotterranea        | Gyeonggi-do | Siheung     |
|                 | Seongsan (nuova)          | 성산                 | 城山                |                                                          | Sotterranea        | Gyeonggi-do | Siheung     |
|                 | USKR (nuova)              | USKR                 | USKR                |                                                          | Superficie         | Gyeonggi-do | Siheung     |
|                 | Songsan (nuova)           | 송산                 |                     |                                                          |                    |             |             |